# Campionato europeo maschile under 19 di pallavolo 1995
Il campionato europeo pre-juniores di pallavolo maschile 1995 si è svolto dall'11 al 16 aprile 1995 a Barcellona, in Spagna. Al torneo hanno partecipato 8 squadre nazionali europee e la vittoria finale è andata per la prima volta alla Russia.

## Qualificazioni
Hanno partecipato al campionato europeo pre-juniores la nazionale del paese ospitante, sei squadre provenienti dai gironi di qualificazioni e la nazionale portoghese.

## Regolamento
Le squadre sono state divise in un due gironi, disputando un girone all'italiana: al termine della prima fase, le prime due classificate di ogni girone hanno acceduto alle semifinali per il primo posto, mentre le ultime due classificate di ogni girone hanno acceduto alle semifinali per il quinto posto.

## Gironi
| Girone A                       | Girone B                         |
| ------------------------------ | -------------------------------- |
| Francia Polonia Spagna Ucraina | Croazia Italia Portogallo Russia |

## Fase finale

### Finali 1º - 3º posto
|  | Semifinali | Semifinali | Semifinali |        |        | 1º/2º posto | 1º/2º posto | 1º/2º posto |  |
|  |            |            |            |        |        |             |             |             |  |
|  | Francia    | Francia    | 0          |        |        |             |             |             |  |
|  | Francia    | Francia    | 0          |        |        |             |             |             |  |
|  | Russia     | Russia     | 3          |        |        |             |             |             |  |
|  | Russia     | Russia     | 3          |        | Russia | Russia      | 3           |             |  |
|  |            |            |            |        | Russia | Russia      | 3           |             |  |
|  |            |            | Italia     | Italia | 1      |             |             |             |  |
|  | Polonia    | Polonia    | Italia     | Italia | 1      | 0           |             |             |  |
|  | Polonia    | Polonia    |            |        |        | 0           |             |             |  |
|  | Italia     | Italia     | 3          |        |        | 3º/4º posto | 3º/4º posto | 3º/4º posto |  |
|  | Italia     | Italia     | 3          |        |        |             |             |             |  |
|  |            |            |            |        |        |             |             |             |  |
|  |            |            |            |        |        | Francia     | Francia     | 0           |  |
|  |            |            |            |        |        | Francia     | Francia     | 0           |  |
|  |            |            |            |        |        | Polonia     | Polonia     | 3           |  |

### Finali 5º - 7º posto
|  | Semifinali | Semifinali | Semifinali |        |         | 5º/6º posto | 5º/6º posto | 5º/6º posto |  |
|  |            |            |            |        |         |             |             |             |  |
|  | Ucraina    | Ucraina    | 3          |        |         |             |             |             |  |
|  | Ucraina    | Ucraina    | 3          |        |         |             |             |             |  |
|  | Croazia    | Croazia    | 0          |        |         |             |             |             |  |
|  | Croazia    | Croazia    | 0          |        | Ucraina | Ucraina     | 3           |             |  |
|  |            |            |            |        | Ucraina | Ucraina     | 3           |             |  |
|  |            |            | Spagna     | Spagna | 1       |             |             |             |  |
|  | Spagna     | Spagna     | Spagna     | Spagna | 1       | 3           |             |             |  |
|  | Spagna     | Spagna     |            |        |         | 3           |             |             |  |
|  | Portogallo | Portogallo | 2          |        |         | 7º/8º posto | 7º/8º posto | 7º/8º posto |  |
|  | Portogallo | Portogallo | 2          |        |         |             |             |             |  |
|  |            |            |            |        |         |             |             |             |  |
|  |            |            |            |        |         | Croazia     | Croazia     | 3           |  |
|  |            |            |            |        |         | Croazia     | Croazia     | 3           |  |
|  |            |            |            |        |         | Portogallo  | Portogallo  | 0           |  |

## Classifica finale
| Classifica | Squadre    |
| ---------- | ---------- |
|            | Russia     |
|            | Italia     |
|            | Polonia    |
| 4          | Francia    |
| 5          | Ucraina    |
| 6          | Spagna     |
| 7          | Croazia    |
| 8          | Portogallo |